# 諫早武春
諫早 武春（いさはや たけはる）は、江戸時代後期の武士。肥前国佐賀藩士。諫早鍋島家（諫早氏）15代当主。

## 出自
諫早家は龍造寺隆信の又従兄弟家晴の子孫。藩主鍋島氏の旧主君龍造寺氏の一族で、鍋島氏を憚って諫早氏を称す。家紋は「上り藤」。代々藩主の偏諱を受け「茂」の字を拝領している。藩内の家格は親類同格。龍造寺氏一族として、藩内で大名並みの知行二万六千石と強い影響力を持つ。

## 略歴
弘化4年（1847年）3月30日、諫早邑主14代・諫早茂喬と正室・於民（藩主鍋島斉正の妹）の長男として誕生。幼名は父と同じ益千代。
嘉永元年（1849年）2月25日、父・茂喬が死去。益千代はまだ幼いため、叔父・諫早茂孫が諫早家の家督を相続。嘉永5年（1853年）3月、茂孫が隠居して6歳で家督を相続した。幼い益千代に代わり、母於民の兄・神代賢在（藩主鍋島斉直の庶兄）が家政を監督した。
長崎への異国船の到来が頻繁になったことから、藩主斉直から、長崎港警備の強化のために、長崎に近い領内矢上村に家臣を駐屯させるように命じられる。長崎防備の費用に充てるため、領内尾島他の干拓開墾を許された。
安政5年（1858年）5月、長崎港警備に家中一同励んでいることを藩主斉正に賞された。万延元年（1860年）藩主・鍋島斉正次女・恒姫と婚約。
文久2年（1862年）7月8日死去。享年16。菩提寺の天祐寺に葬られた。家督は叔父・諫早一学が相続した。

## 参考リンク
- 小城藩日記データベース
- 諫早市美術・歴史館「諫早家ゆかりの品々展」